# 文教堂
株式会社文教堂グループホールディングス（ぶんきょうどうグループホールディングス、Bunkyodo Group Holdings Co., Ltd.）は、書店等を経営する日本の小売業である文教堂グループの持株会社。旧・株式会社文教堂が、2008年（平成20年）に持株会社となった際に商号変更したものである。

## 概要
1949年（昭和24年）12月に、神奈川県川崎市にて、株式会社島崎文教堂として設立。1978年（昭和53年）4月から、「文教堂書店」のチェーン展開を始め、東急田園都市線沿線や神奈川県内を中心に店舗を増やした。1993年（平成5年）11月に、株式会社文教堂に商号を変更。翌1994年（平成6年）の7月には、日本証券業協会に株式を店頭登録した（現・JASDAQ上場）。
2008年（平成20年）3月1日に、会社分割を実施し、書店事業を新設の株式会社文教堂に承継させて、持株会社化。3月3日に、商号を株式会社文教堂グループホールディングスに変更している。2期連続の赤字という業績低迷から脱却するため、2008年（平成20年）12月1日に、トーハンを引受先とする第三者割当増資（議決権・転換権なき優先株式）を実施する。2009年（平成21年）9月には筆頭株主だった前会長がジュンク堂書店に株を売却し、同社が筆頭株主となり、2010年（平成22年）5月15日にはジュンク堂の親会社でもある大日本印刷に対して総額12億円の第三者割当増資（議決権35.77%）を31日付で実施すると発表、ジュンク堂と合わせて51.85%となることから大日本印刷の連結子会社となった。なお2016年（平成28年）10月31日に、丸善ジュンク堂書店は保有全株式を、大日本印刷は保有株式の一部を、それぞれ日本出版販売に譲渡したため、大日本印刷は親会社でなくなっている。

### 事業再生ADRを申請
2018年（平成30年）8月期決算において、約2億3000万円の債務超過に転落したと同時に、有利子負債も約140億円にまで拡大。これを受けて、2018年11月27日に創業家出身の嶋崎富士雄社長が退任し、株式会社本の店岩本出身の佐藤協治常務が新社長に就任した他、東京証券取引所は2018年11月30日に、債務超過が確認されたとして、文教堂グループホールディングス株式を「上場廃止に係る猶予期間入り」に指定した。
その後も不採算店舗の閉鎖や関連会社の合併、アニメ事業の強化などを進めていたが、2019年（令和元年）8月期においても債務超過解消の見込みがないことから、文教堂グループホールディングスと文教堂は、2019年（令和元年）6月28日に事業再生実務家協会に事業再生ADRを申請し、即日受理された。同年7月10日に、第1回債権者会議が行われ、全ての取引金融機関が借入金（金融債務）元本返済の一時停止などに同意した。2019年8月までに、本社ビル、世田谷区にある社宅、旧：JQSTORE京都店が入居していたエイシンビル（京都市下京区）などの店舗跡地を21億8200万円で売却したと同時に、本社所在地を溝ノ口本店へ移転した。同時に、登記上の本店所在地も溝ノ口本店へ移転したほか、資本金を1億円に減資した。。
2019年（令和元年）9月27日に開催された第3回債権者会議において、事業再生ADRが成立。再生計画では、金融機関6行や日本出版販売（同年10月1日付で日版グループホールディングスへ商号変更）から金融支援を受けるともに、第三者割当増資を行った上で金融機関6行や日本出版販売に対してK種類株式を発行する、トーハンが保有するA種類株式〜J種類株式の株式併合を行う、更なる不採算店舗の閉鎖、2018年8月期で赤字となったアニメショップのアニメガを同年10月31日付でビックカメラグループであるソフマップへ譲渡し、アニメガは翌11月1日付でソフマップが運営する事などが盛り込まれた。
2019年12月2日に第三者割当増資が実行。2020年（令和2年）7月以降に実施される予定である種類株式保有株主による普通株式取得請求権を行使した場合は、みずほ銀行が日版グループホールディングスに代わって筆頭株主となる他、三井住友銀行、横浜銀行、三井住友信託銀行、商工組合中央金庫、静岡銀行が大株主に名を連ねる。これにより、文教堂グループホールディングスと文教堂は、取引金融機関と日版グループホールディングス主導で再建が図られることになる。文教堂は、エリアマネージャー制度の導入、収益率の高い文具販売の強化、不採算店舗の閉鎖、アニメショップ事業からの撤退などを実施し、経営の立て直しを図る。
事業再生ADRが成立したことにより、文教堂グループホールディングスは東京証券取引所に「事業再生計画」を提出。上場廃止の猶予期間が2020年8月31日までに延長されることになった。2019年8月期において約42億円の債務超過になったが、「事業再生計画」により上場廃止とはならない。2020年8月期において債務超過を解消したため、上場が維持されることになった。

## 沿革
- 1898年（明治31年） - 大山街道の旧溝の口宿場にて創業。島崎家は同宿にあった大店の呉服店である島屋呉服店の分家。
- 1949年（昭和24年） - 株式会社島崎文教堂として設立。
- 1993年（平成5年） - 株式会社文教堂に商号変更。
- 1994年（平成6年） - 店頭市場（現・ジャスダック）に株式公開。
- 2000年（平成12年）8月 - 北海道で多店舗展開していた「株式会社本の店岩本」の販売部門の大半の営業の譲渡を受ける[22]。
- 2008年（平成20年） - 持株会社化し、株式会社文教堂グループホールディングスに社名変更。あわせて、書店を運営する株式会社文教堂を設立。
- 2019年（令和元年）
  - 5月1日 - 文教堂が株式会社ブックストア談と有限会社シマザキを吸収合併[23][24]。
  - 6月28日 - 文教堂グループホールディングスと文教堂が事業再生ADRを申請し、即日受理された[9]。
  - 8月13日 - 本社ビル売却に伴い、文教堂グループホールディングスと文教堂の本社を文教堂書店溝ノ口本店へ移転。
  - 8月30日 - 資本金を1億円に減資すると同時に、登記上の本店を文教堂書店溝ノ口本店へ移転。
  - 8月31日 - 文教堂が株式会社文教堂ホビーを完全子会社化[13]。
  - 9月27日 - 事業再生ADRが成立。
  - 10月31日 - アニメガ事業をソフマップへ譲渡。
  - 12月1日 - 文教堂が株式会社文教堂ホビーを吸収合併[25][26]。
  - 12月2日 - 日本出版販売、みずほ銀行、三井住友銀行、横浜銀行、三井住友信託銀行、商工組合中央金庫、静岡銀行に対して第三者割当増資を実施。資本金を5000万円に減資。

## 店舗
2022年7月現在、北海道・埼玉県・千葉県・東京都・神奈川県・長野県・静岡県・奈良県・大阪府・兵庫県の10都道府県にて、92店舗を展開している。 かつては青森県・宮城県・秋田県・山形県・福島県・栃木県・群馬県・茨城県・山梨県・新潟県・愛知県・京都府・香川県・福岡県にも出店していたが、これら14府県からは撤退している。2018年時点における売上高は業界全体で12位。
なお、札幌市白石区南郷通には文教堂書店という同名の古書店があるが、本稿で示す文教堂とは一切無関係である（なお同区には、本稿で示す文教堂が運営する「札幌ルーシー店」も別に所在している）。
店頭で雑誌を購入すると電子版を利用できる『空飛ぶ本棚』を実施している。
通販専門の「ジェイブック」 (JBOOK)を運営していたが、2014年7月にjbookは終了しhontoに統合された。

## グループ展開店舗
実店舗のほか 1999年（平成11年）2月には大手出版社や取次会社などとともにジェイブック株式会社（当初本社を KSP 内に置くが、2019年8月に本社ビル売却に伴い文教堂書店溝ノ口本店に移転）を設立、その 2年ほど後からインターネット通信販売事業を展開している。
店舗の大部分は直営だが、近年はコンビニエンスストア・スリーエフとの共同店舗出店を開始し、2004年（平成16年）からは大手レンタルビデオチェーン・ゲオと包括的な業務提携を行い共同店舗を展開する、新橋店など都市型店舗では大手喫茶店チェーンを誘致するといった、他業種との複合出店にも行っている。
また近年になると書籍・雑誌のほか、CD・DVD、文具、ホビー商品などのいわゆるコンテンツ関連を中心とした商品の拡販も志向しているが、その際に当初は通販で取り扱いはじめ、一部の既存実店舗へと徐々に拡げるといった協業も行っている。

### 文教堂書店

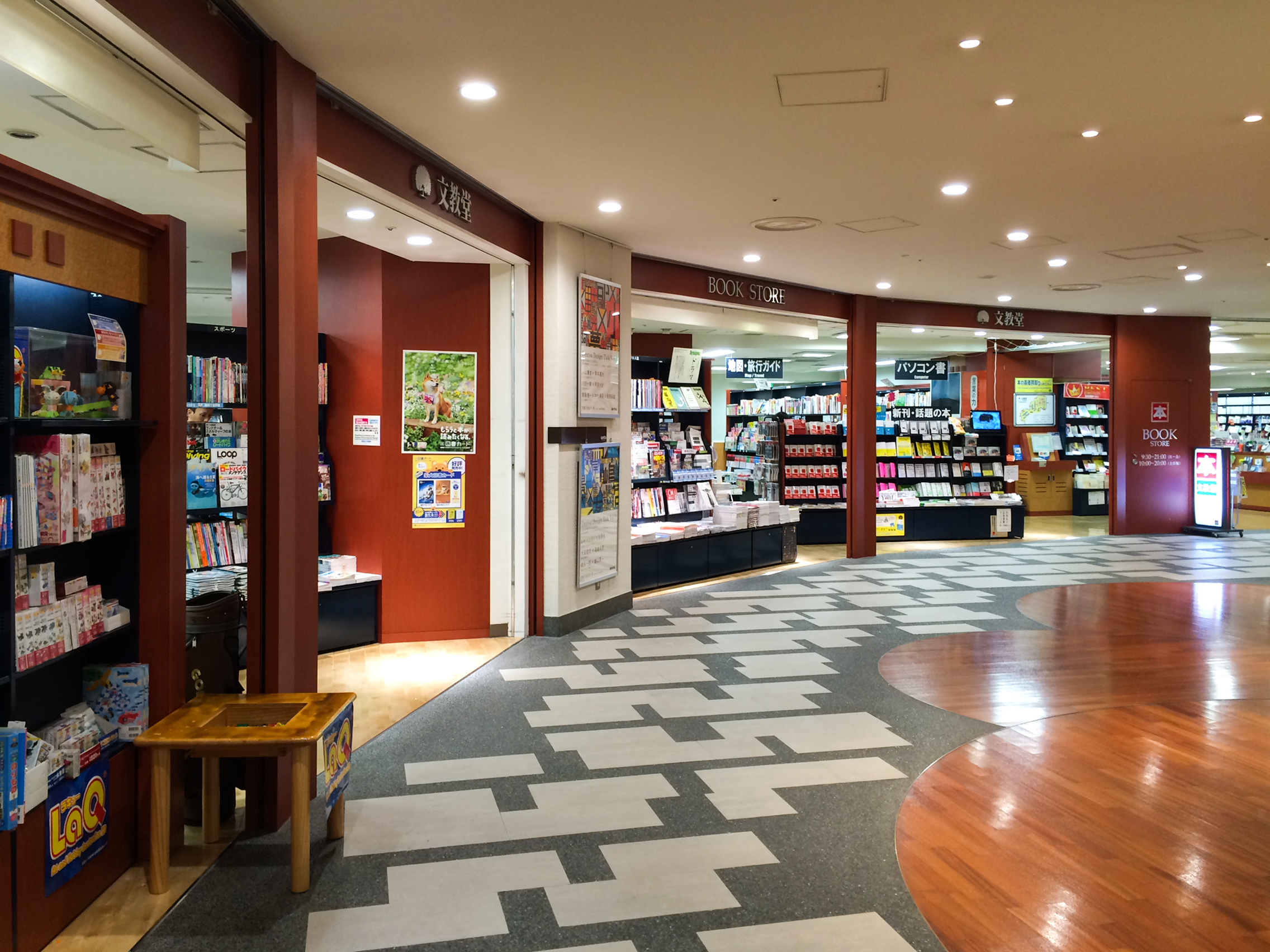
カレッタ汐留本店

溝口の大山街道沿い商店街に店舗を構える書店に端を発し、後に直営で多店舗展開。関東地方を中心に、北海道から大阪府まで展開し、店舗数・売場面積ともに全国の約3%を占める日本最大の書店チェーンに成長した。
駅前商店街などに中小規模店舗を展開する業態が中心で、一般書や雑誌などの売上に強みを持つが、近頃は溝ノ口本店、渋谷店など都市部の主要商業地や駅ビルなどに売場面積の大きい店舗を出店しており、それらの大型店では専門書の取り扱いもしている。また港北ニュータウンや北海道などで郊外型店舗の展開も行う。
2003年（平成15年）2月より「ベストセラー創造プロジェクト」を展開する。文庫本などで発行から数年経過したもののうち、有望な作品について全店一斉に店頭 POP などを活用した販促展開をする手法により、過去の作品の計画的な仕入れと効果的な販売が可能な体制を整備するものである。また全店に在庫管理対応 POS 端末を導入して各店々頭で全店の在庫を即時確認できるようにしたり、店舗と通販部門の在庫を相互融通することより商品調達力を上げている。「BIGNET2」（雑誌売上公開）や「JAPAN BOOK CHART」（当日その時点での全店売上ランキングをウェブサイト上で即時公開する）など、顧客との接点である店舗数や取扱部数の多さを活かした販促および版元との関係強化にも努める事業展開を行っている。

### 文教堂JOY
プラモデル・模型専門店「B’s Hobby」をメインとした店舗形態。

### かつての展開店舗

#### ブックストア談
かつてポーラ化粧品本舗（現・ポーラ）の鈴木常司会長が、読書好きが高じて興した事業で、実質持株会社・有限会社忍総業の完全子会社エイシンが事業展開していた。都心部に大型店を展開する業態で、8店舗で年商75億8千万円を上げた。
鈴木会長没後の2002年（平成14年）、忍総業の経営方針変更にあたり本業と関係の薄い当事業が手放されることとなったが、その際にブックストア談の事業を評価していた文教堂が、忍総業よりエイシンの全株式を取得して完全子会社化、社名は「株式会社ブックストア談」に改めた。子会社化後も店舗・屋号・従業員はそのまま引き継がれたが、浜松町店は2010年8月に、錦糸町店は2011年4月14日に文教堂に改称された。プレナ幕張内にあった幕張店はくまざわ書店に譲渡された。
メディオ新大阪にあった新大阪店は閉店となり、その後2014年7月26日にリブロに譲渡された。
株式会社ブックストア談は、2019年（令和元年）5月1日付で文教堂へ吸収合併された。

#### アニメガ
かつてはアニメショップとしてアニメガを展開。一号店として武蔵境駅前店を独立店舗として開店、以降の展開は文教堂内への併設をメインに行っていた。
事業再生ADR成立に伴うソフマップへのアニメガ事業譲渡に伴い、2019年10月31日付でソフマップへ単独店舗5店舗が譲渡され、5店舗は11月1日からソフマップが「アニメガ×ソフマップ」として運営する。譲渡対象の単独店舗5店舗は同年10月28日をもって営業を終了した。また、譲渡対象店舗のうちアニメガ静岡店、アニメガ高松店、ならびに近隣に新しく「アニメガ×ソフマップ」がオープンする文教堂ホビー・アニメガ町田店に併設されていた「littleHEARTS.（リトルハーツ）」区画も、当初発表では10月20日までの予定だったが11月までに撤去された。Rejetの公式店舗である「Rejet shop」区画についても、静岡店、高松店、福岡パルコ店が終了し、梅田ロフト店のみが「アニメガ×ソフマップ」に移行することになった。一方で、プリティーシリーズの公式店舗である「Prism Stone」区画に関しては熊谷店が終了したのみで、残りの店舗は「アニメガ×ソフマップ」への移行または文教堂本体での営業が行われている。
残る文教堂併設店舗並びに文教堂JOY併設店舗は、運営継承が完了するまで「文教堂のアニメガ」とした上で営業を継続しており、段階的に閉店ないしはソフマップへの移管が実施されていたが、2020年1月24日に福岡パルコ店が「アニメガ×ソフマップ 天神1号館」へ移転したのを最後に文教堂としてはアニメガブランドは消滅し、残る店舗は文教堂本体に統合された。
2019年11月1日以降は「文教堂のアニメガ（→文教堂）」「アニメガ×ソフマップ」の双方とも「アニメガメンバーズカード」は使用不可となり、このうち「アニメガ×ソフマップ」では代わって「アニメガ×ソフマップポイントカード」が発行され、「アニメガメンバーズカード」はスタンプ数に応じた割引クーポンとなった上で、会計時に回収される。
アニメガ関連の通販業務も、事業再生ADR手続中の2019年8月1日にソフマップへ譲渡された。文教堂ホビー&アニメガ情報サイトに登録されている登録情報をソフマップが運営する「アニメガオンライン」へ移行することは不可となっており、文教堂ホビー&アニメガ情報サイトで注文した商品の発売日によっては、文教堂から送られてくる電子メールの確認が必要となる。

## 子会社
- 株式会社文教堂 - 2008年3月1日新設の「文教堂書店」を運営する会社。（100%）
- ジェイブック株式会社 - 1999年に新設、インターネット通販。（100%）
- 有限会社文教堂サービス （100%）